# The Little Dragons
Pour plus de détails, voir Fiche technique et Distribution.
The Little Dragons est un film américain réalisé par Curtis Hanson et sorti en 1979.
Il est présenté en avant-première au festival du cinéma américain de Deauville 1979.

## Synopsis
Zack et Woody sont deux jeunes frères qui étudient le karaté. Alors qu'ils sont en week-end de camping avec leur grand-père J. J., ils font la connaissance de la jeune Carol Forbinger, qui est avec ses parents Ruth et Dick. C'est alors que la jeune fille est kidnappée par deux meurtriers fous furieux, aidés par leur propre mère nommée Angel. Nos jeunes experts en karaté vont alors tenter de la sauver avec l'aide de leur grand-père.

## Fiche technique
Sauf indication contraire, les informations mentionnées dans cette section peuvent être confirmées par la base de données cinématographiques IMDb,  présente dans la section « Liens externes ».
- Titre original : The Little Dragons
- Titres alternatifs : Karate Kids U.S.A. et Karate Kids
- Réalisation : Curtis Hanson
- Scénario : Harvey Applebaum, Louis G. Atlee, Rudolph Borchert et Alan Ormsby
- Musique : Ken Lauber
- Photographie : Stephen M. Katz
- Montage : Ronald Sinclair
- Production : Curtis Hanson et Hannah Hempstead
- Société de production : Eastwind
- Société de distribution : Aurora Film Corporation (États-Unis)
- Budget : n/a
- Pays de production :  États-Unis
- Langue originale : anglais
- Format : couleur
- Genre : aventures, action, comédie
- Durée : 90 minutes
- Dates de sortie[1] :
  - France : septembre 1979 (festival du cinéma américain de Deauville)
  - États-Unis : 18 juillet 1980
- Classification[2] :
  - États-Unis : PG

## Distribution
- Charles Lane : J. J.
- Ann Sothern : Angel
- Chris Petersen : Zack
- Pat Petersen : Woody
- Sally Boyden : Carol Forbinger
- Rick Lenz (en) : Dick Forbinger
- Sharon Clark : Ruth Forbinger
- Joe Spinell : Yancey
- John Davis Chandler : Carl
- Clifford A. Pellow : le shérif
- Stephen Young : Lunsford
- Pat E. Johnson (en) : l'entraineur de karaté
- Tony Bill : Niles

## Titres et sorties en vidéo
Initialement sorti en 1980 aux États-Unis sous le titre The Little Dragons, le film est ensuite édité en VHS par Active Home Video en 1984 avec le slogan « The karate kids to the rescue! ». Lors d'une ressortie en VHS par Magnum Video en 1991, le film est alors rebaptisé Karate Kids U.S.A.. Par la suite, certaines éditions DVD utiliseront les deux titres, ou alors simplement Dragons ou Karate Kids (avec le slogan « Before the Karate Kid, there was The Karate Kids! ». Cependant, les éditions DVD les plus récentes (2009, Music Video Distributors) sont titrées The Little Dragons avec la tagline : « Meet the REAL Karate Kids... ».
Présenté comme un film pour enfants, le film est jugé peu adapté à ce public lors de sa sortie en VHS en 1984, notamment en raison d'un langage inapproprié. L'édition VHS de 1984 d'Active Home Video ibntègre alors un nouveau doublage plus adapté. Les frères Petersen ont alors réenregistré certains dialogues.